# Estátua Bassetki
A estátua Bassetki é um monumento do período acadiano (2350-2100 a.C.). na Mesopotâmia que foi encontrado em 1960 perto da cidade de Bassetki em Dahuk, no norte do Iraque. A estátua foi fundida a partir de puro cobre, pesa 150 kg e mostra uma figura sentada de um humano nu sobre um pedestal redondo. Apenas a parte inferior da figura é preservada. O pedestal contém uma inscrição em acádio indicando que a estátua ficava na porta de um palácio do soberano acadiano Narã-Sim. A estátua foi roubada do Museu Nacional do Iraque durante a invasão do Iraque em 2003, mas posteriormente foi recuperada e devolvida ao museu.

## Descoberta, roubo e recuperação
A estátua Bassetki foi descoberto em 1960 durante trabalhos de construção de uma estrada entre Dohuk e Zakho, perto da cidade de Bassetki em Dahuk, no norte do Iraque. A estátua Bassetki estava entre os muitos artefatos que foram saqueadas do Museu Nacional do Iraque durante a invasão do Iraque em 2003. Durante o roubo, ele havia caído várias vezes, como poderia ser determinada a partir de uma trilha de rachaduras no chão do museu. Ele foi listado na segunda posição na lista dos 30 artefatos de antiguidade mais procurados que foram roubadas do museu. Sua recuperação aconteceu depois que o Corpo da Polícia Militar invadiu uma casa e prendeu três pessoas em outubro de 2003. Eles revelaram a localização da estátua Bassetki, que acabou por ser revestido de graxa e escondido em uma fossa. Posteriormente, foi pescado fora e exibido no Museu Nacional do Iraque em 11 de Novembro, juntamente com mais de 800 pequenos objetos roubados que também tinham sido recuperados.

## Descrição
A estátua consiste em uma figura sentada de um homem nu em uma base redonda. A parte superior do corpo e da cabeça da figura não foram preservados. Foi lançada a partir de puro cobre usando o método de Cera perdida. A base da estátua tem um diâmetro de 67 centímetros e 25 centímetros de altura. A parte preservada da própria figura é de 18 centímetros de altura. A estátua pesa 150 kg. De acordo com vários estudiosos, a estátua se destaca pela sua prestação naturalista do corpo humano.  Este naturalismo foi uma característica do desenvolvimento novo para o período acádio. A estátua Bassetki contém uma escrita cuneiforme escrito em acadiano antigo. As inscrições relatam o acadiano governante Narã-Sim (2254-2218 a.C.), neto e terceiro sucessor de Sargão da Acádia, o fundador do Império acadiano. Ele relata que, depois de Narã-Sim ter esmagado uma revolta em larga escala contra seu governo, os habitantes da cidade da Acádia pediu aos deuses para que Narã-Sim o deus da sua cidade, e que construiu um templo para ele no meio da cidade.